# Elephastomus proboscideus
Elephastomus proboscideus là một loài bọ cánh cứng trong họ Geotrupidae. Loài này được Schreibers miêu tả khoa học năm 1802.